# クレール・デルボス
クレール・デルボス（Claire Delbos, 1906年11月2日 – 1959年4月22日）はフランスのヴァイオリニスト・作曲家。また、作曲家メシアン夫人として知られる。
本名はルイーズ＝ジュスティーヌ・デルボス（Louise-Justine Delbos）であり、クレールは通称。

## 生涯
ソルボンヌ大学の有名な哲学教授であるヴィクトール・デルボス (Victor Delbos) の娘としてパリに生まれ、スコラ・カントルムでヴァイオリン・室内楽・作曲を学んだ。メシアンとどのようにして知り合ったかはわかっていない。
1932年6月22日にメシアンと結婚した。その後、スコラ・カントルムの室内楽を推進する作曲家たちによって1935年パリで結成されたグループ「ラ・スピラール（La Spirale＝螺旋）」の一員として、夫のメシアンたちと共に活動した。
結婚の年、メシアンによるヴァイオリンとピアノのための作品《主題と変奏》（1932年）を献呈され、夫婦でその初演を行った。メシアンからは愛称で「ミ」と呼ばれており、連作歌曲集《ミのための詩（Poèmes pour Mi）》（1936年）はまさに、彼女への想いを表現した作品であった。
家庭生活では何度かの流産の後、1937年に長男パスカルを出産した。メシアンの新たな連作歌曲集『地と天の歌』（1938年）は3人になった新しい生活を反映したものである。
第二次世界大戦が勃発すると夫のメシアンは兵として動員され、クレールとパスカルはカンタル県ヌサルグにあるデルボス家の邸宅に疎開した。メシアンはドイツの捕虜になった後、1941年3月に釈放されて占領下のパリ音楽院に職を得た。クレールとパスカルがパリに戻ったのはその年の終わりごろだった。
戦争中からクレールには精神障害の兆候があらわれ、年とともに悪化していった。1949年1月に子宮摘出手術を受けたが、その後はパリですごすのも難しくなり、夫と別居してヌサルグで生活することが多くなった。やがてヌサルグでも奇行が目立つようになり、脳萎縮と診断されて1953年12月にラ・ヴァレンヌの養護施設に入った。1959年4月に息を引き取った。
メシアンはその後1961年にピアニストのイヴォンヌ・ロリオと再婚した。

## 作品
- ソプラノとピアノのための連作歌曲集《サクラソウ Primevère 》（1935年）- 全5曲。メシアンの母であるセシル・ソヴァージュの同名の詩集にもとづく。
- ソプラノとピアノのための連作歌曲集《芽生える魂 L'âme en bourgeon 》（1937年）- 全8曲。セシル・ソヴァージュの同名の詩集にもとづく。
- オルガンのための《2つの小品 Deux Pièces 》（1935年）